# Bakabánya
Bakabánya (szlovákul Pukanec, németül Pukantz) község Szlovákiában, a Nyitrai kerület Lévai járásában.

## Fekvése
Lévától 20 km-re, északkeletre.

## Nevének eredete
Neve a régi magyar Baka személynévből ered, utótagja az arany- és ezüstbányászattal kapcsolatos.

## Története
A község a garamszentbenedeki bencések bányatelepüléseként alakult 1075-ben. Ekkor említik először "Baka" néven. 1156-ban "Terra Banensium" (bányaterület) néven említik a falut. 1270-ben történik először említés az itteni ezüstbányászatról. 1290-ben említik először mai magyar nevén "Bakabanya" alakban. 1310-ben Németbaka néven szerepel, mely a település német lakosságára utal. 1317-ben György comes bányaszabadalmat kapott Károly Róbert királytól az itteni ezüst, arany és más fémek bányászatára. 1323-ban lakói kiváltságokat kaptak a királytól. 1345-ben szabad királyi város lett. Mint bányavárosnak egyre nőtt a jelentősége. 1405-ben Zsigmond király parancsára elkezdték a város erődítési munkálatait, először 1437-ben említik a város erődítményét. 1510-ben felépült a gótikus templom. A 16. századtól mintegy előbástyáját képezte az északabbra levő bányavárosoknak.
A század második felétől állandósultak a város elleni kisebb török támadások. 1570-ben, 1578-ban, 1647-ben és 1650-ben is újbóli megerősítését rendelte el az országgyűlés. Falait olasz rendszerű bástyák erősítették meg. A török többször (1640, 1652, 1664) elfoglalta és kifosztotta a várost, lakossága jórészt kipusztult. Különösen 1640-ben szenvedett sokat. A török 1686. évben történt kiűzése nagy megkönnyebbülést hozott a városnak, I. Lipót király pedig visszaállította a város régi kiváltságait. 1702-ben négy országos vásár tartását engedélyezte a király a városnak. 1703-ban a kurucok foglalták el a várost. 1774-ben már csak egy aranybánya működött, bányái fokozatosan kimerültek, 1875-re meg is szűnt a bányászat. 1823-ban megkezdődött az ipari üzemek betelepülése. 1876-ban elveszítette szabad királyi városi és bányavárosi jogait, közönséges községként Hont vármegyéhez csatolták.
A trianoni békeszerződésig Hont vármegye Báti járásához tartozott.

## Népessége
| Év:            | 1994. | 2004.   | 2014.   | 2024.   |
| -------------- | ----- | ------- | ------- | ------- |
| Emberek száma: | 2178  | 2067    | 1925    | 1742    |
| Eltérés:       |       | -5,09 % | -6,86 % | -9,50 % |

| Év:            | 2023. | 2024.   |
| -------------- | ----- | ------- |
| Emberek száma: | 1765  | 1742    |
| Eltérés:       |       | -1,30 % |

1880-ban 3222 lakosából 3002 szlovák és 67 magyar anyanyelvű volt.
1890-ben 3186 lakosából 3050 szlovák és 56 magyar anyanyelvű volt.
1900-ban 3318 lakosából 2946 szlovák és 277 magyar anyanyelvű volt.
1910-ben 3141 lakosából 2935 szlovák és 107 magyar anyanyelvű volt.
1921-ben 3123 lakosából 2985 csehszlovák és 32 magyar volt.
1930-ban 3037 lakosából 3017 csehszlovák és 5 magyar volt.
1991-ben 2457 lakosából 2377 szlovák és 11 magyar volt.
2001-ben 2155 lakosából 2063 szlovák és 13 magyar volt.
2011-ben 1990 lakosából 1929 szlovák, 28 cigány, 13 cseh és 6 magyar volt.
2021-ben 1777 lakosából 5 (+7) magyar, 11 (+18) cigány, (+2) ruszin, 1626 (+8) szlovák, 23 (+3) egyéb és 112 ismeretlen nemzetiségű volt.

## Neves személyek
- Itt született 1812-ben Lányi Károly római katolikus plébános, a Magyar Tudományos Akadémia levelező tagja.
- Itt született 1830-ban Kámory Sámuel evangélikus líceumi tanár, orientalista és bibliafordító.
- Itt született 1878-ban Csaplár János tanító, iskolaigazgató, kommunista pártmunkás.
- Itt született 1919-ben Ľudovít Bakoš egyetemi oktató, közszereplő.
- Itt hunyt el 1923-ban Martin Bujna szlovák evangélikus író, publicista.
- Itt szolgált Laukó Mihály (1832-1898) római katolikus plébános.

## Nevezetességei

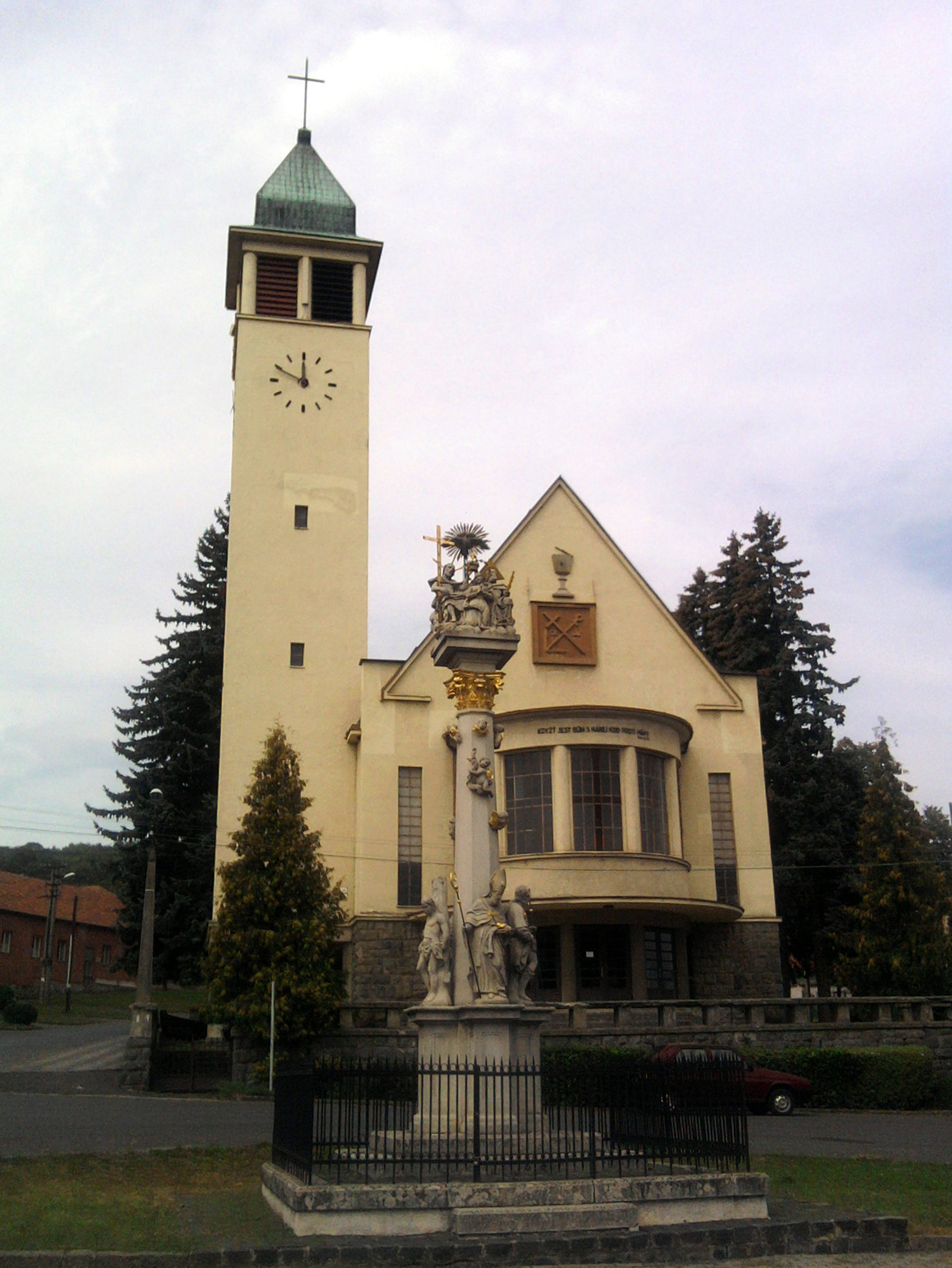
Evangélikus templom
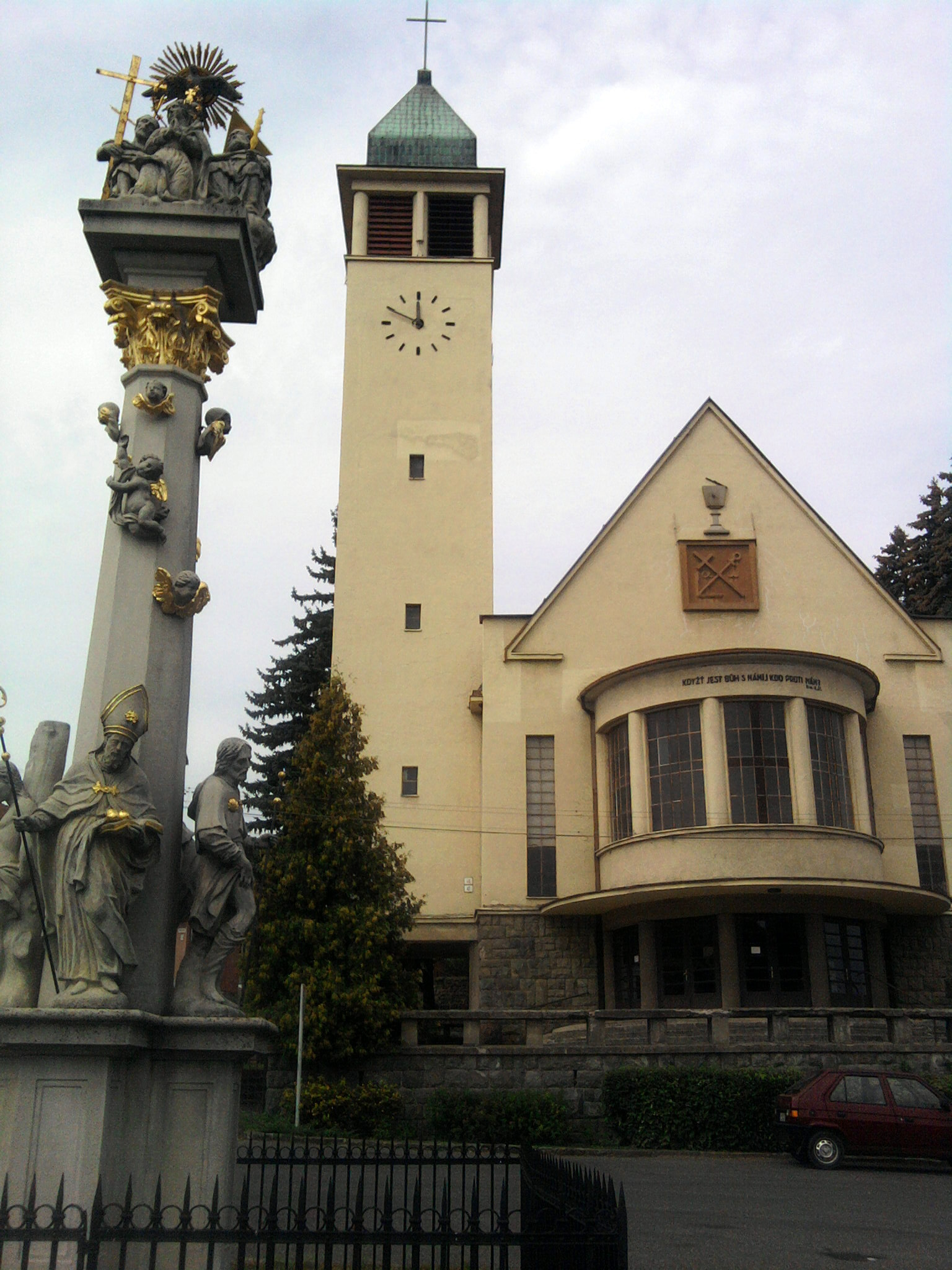
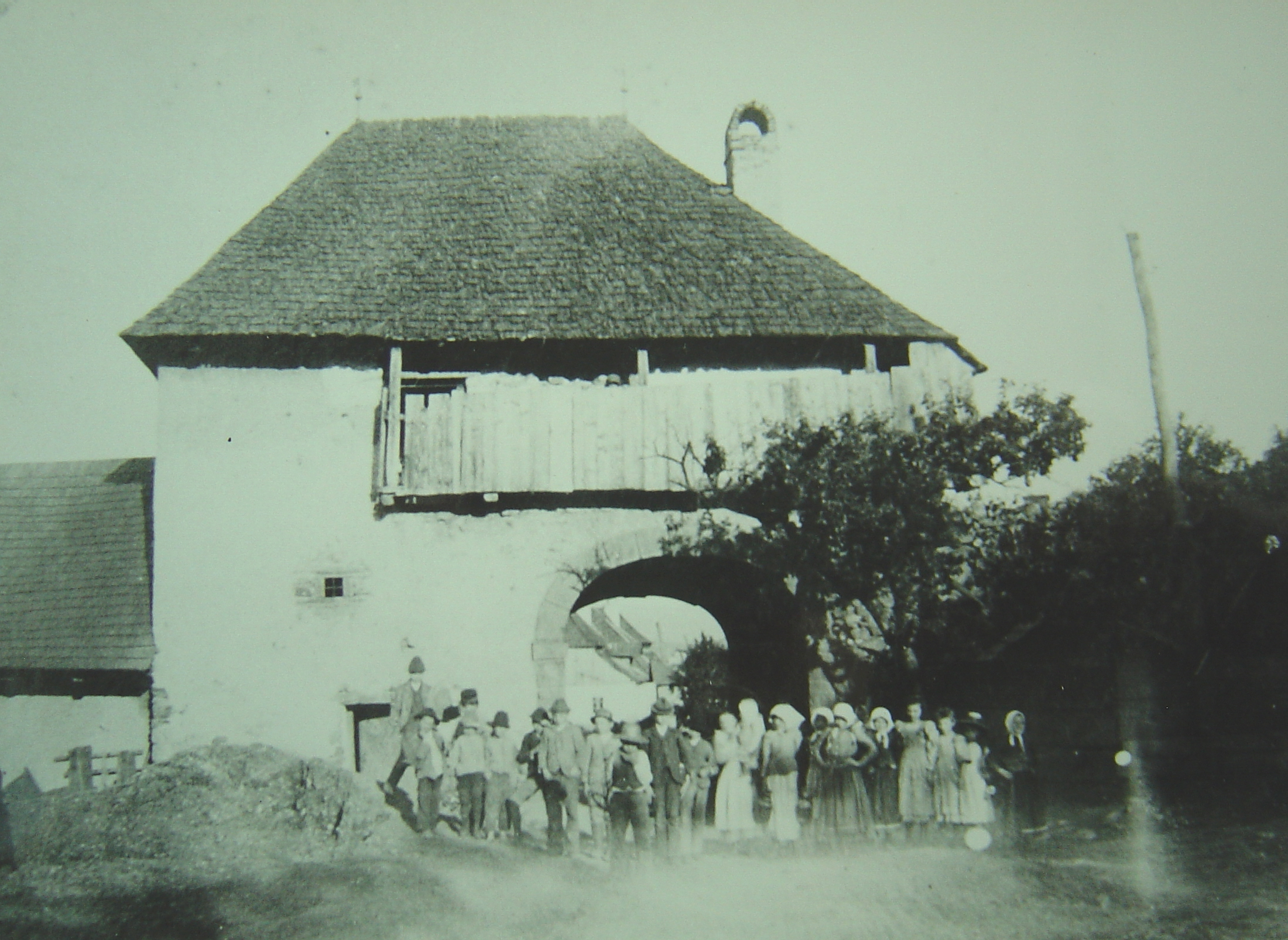
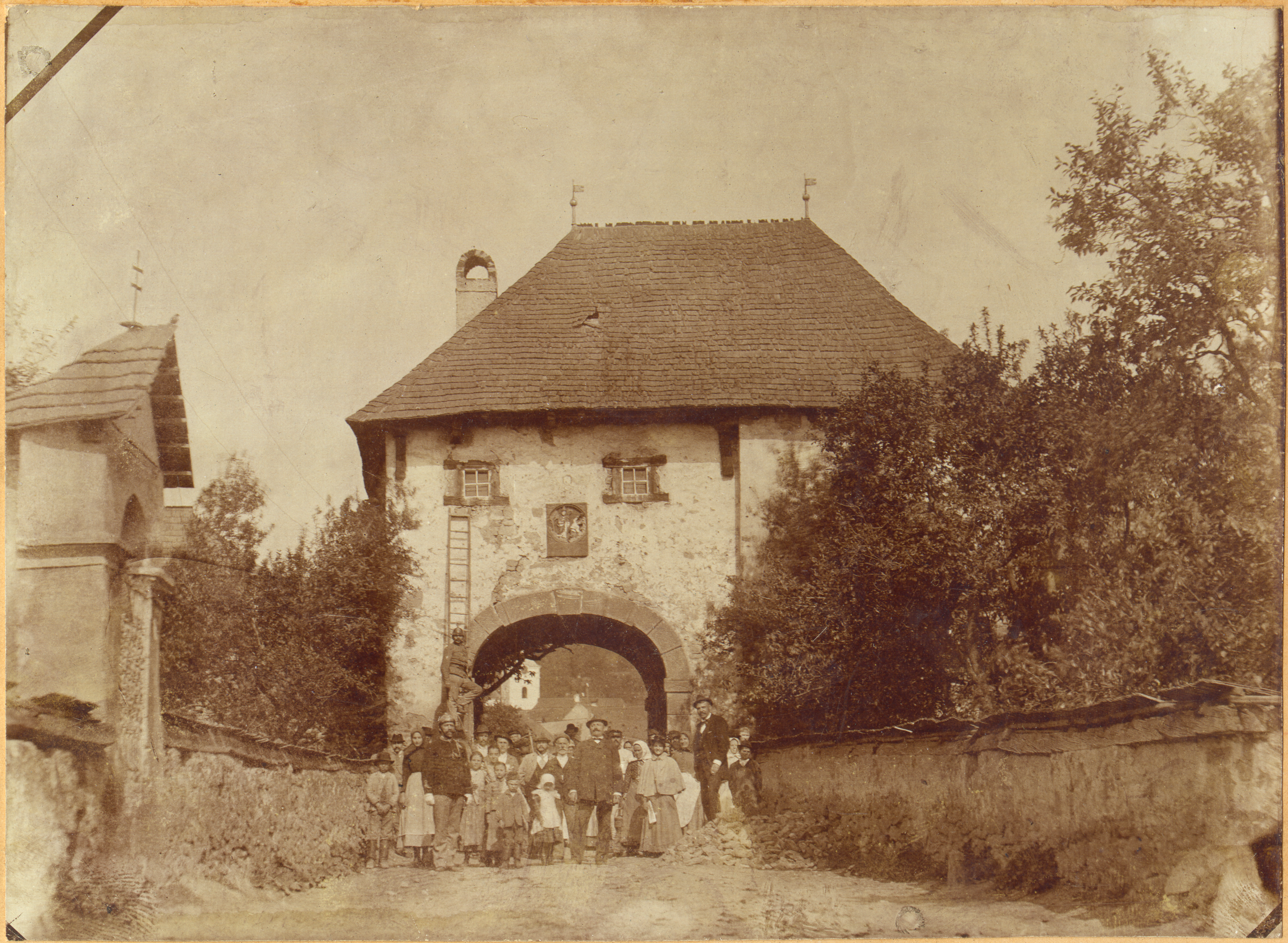
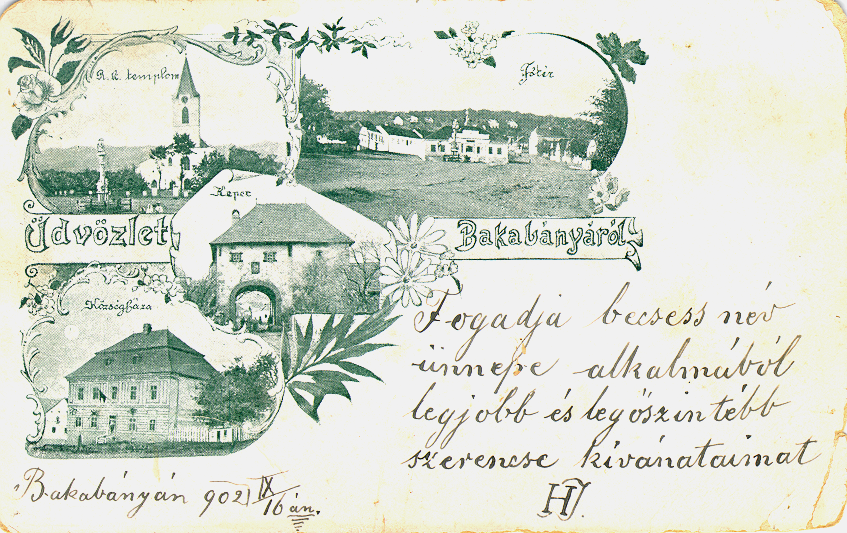
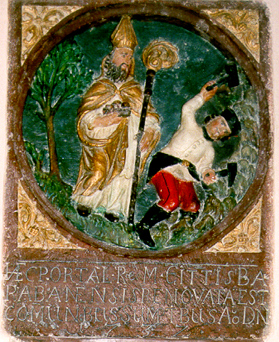

- A régi városfal (16. század) délkeleti részei még állnak.
- 14. századi Szent Miklós plébániatemplomát is egykor erődfal vette körül, legrégibb – 1470 körüli – oltárát lőcsei mesterek készítették.
- Evangélikus temploma 1935-ben épült.
- A Szentháromság-oszlop 1740-ben készült.
- A városban a népi építészet számos szép emléke látható.
- Nagy hagyományai vannak a szőlőtermesztésnek is.